# Битка код Отумбе
Битка код Отумбе (енгл. Battle of Otumba), вођена 8. јула 1520, била је одлучујућа битка између Астека, предвођених краљем Китлуаком (шп. Cuitláhuac), и шпанских конкистадора, које је предводио Ернан Кортес. Завршена је одлучујућом победом Шпанаца.

## Позадина
Док је Ернан Кортес био ангажован у борбама против свог ривала Панфила Нарваеса (шп. Pánfiló de Narváez), његови војници у граду Теночтитлану (шп. Tenochtitlan), престоници Астека, извршили су покољ индијанског становништва, нашта су Астеци одговорили нападом на Шпанце и њихове индијанске савезнике из Тласкале. У тој акцији устаника, названој Тужна ноћ (шп. Noche Triste), Кортез је изгубио 150 војника и 2.000 Индијанаца-савезника. После тих губитака, Кортез се ноћу између 30. јуна и 1. јула пробио из града у тежњи да се пребаци на територију својих савезника, Тласкала Индијанаца (шп. Tlaxcala). Изнурен и јако проређен у претходним борбама, готово без барута и топовске муниције, Кортесов одред са тласкаланским ратницима споро се кретао, стално узнемираван од устаника и становништва.

## Битка
На путу за Тласкалу, Кортес се после неколико дана (8. јула 1520) нашао у равници код Отумбе, пред неуређеном и збијеном војском Астека од можда десетак хиљада ратника (шпански учеснници наводе да их је  било чак 200.000, што је мало вероватно). У скоро безизгледној ситуацији, да би избегао опкољавање, Кортес је развукао фронт пешака и на крила поставио по 10 коњаника, колико их је имао.
У намери да обезглави противника, Кортес је наредио војницима да у првом реду нападају поглавице, који су се својом опремом и пратњом издвајали од осталих ратника. Иако малобројна, коњица, коју Астеци нису раније видели у борби, унела је при првом нападу пометњу у њихове предње редове. Притиснути с леђа густо набијеном гомилом сопствених ратника у покрету, а са чела Шпанцима, Астеци нису били у стању да ефикасно искористе своју бројну надмоћ.
Ипак, Шпанци су се брзо нашли опкољени са свих страна. У том критичном часу, Кортес је опазио у близини главног заповедника Астека, кацика Сијуаку (шп. Cihuaca), окруженог бројним племством. У општем метежу битке Кортес се са неколико коњаника пробио до Сијуаке и, пре него што су се он и његова пратња снашли, поглавица је убијен. Смрт кацика изазвала је неред међу астечким ратницима, што се убрзо претворило у расуло и бекство.

## Последице
У бици код Отумбе Шпанци су извојевали највећу победу у Мексику, која им је омогућила коначно и освајање државе Астека. Пресудну улогу у победи Шпанаца код Отумбе имало је ватрено оружје и коњица Шпанаца.